# Ибарбуру, Хуана де

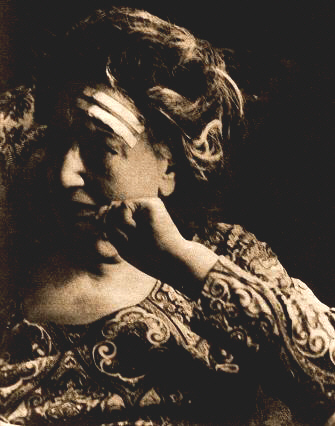
Хуана де Ибарбуру в 1974 году

Хуана де Ибарбуру (исп. Juana de Ibarbourou), также известна как Хуана де Америка (8 марта 1892 — 15 июля 1979) — уругвайская поэтесса. Она была одной из самых популярных поэтесс в испаноязычной Америке. Также известна как феминистка.
Образность и эротизм определяют основу её поэзии. Начала печататься в 1915 году. Уже ранние стихи о любви и природе, часто с пантеистическими идеями, имели успех. С 1930-х годов в творчестве появляются меланхолические мотивы и сюрреалистический ход мыслей.
Хуана де Ибарбуру четыре раза была номинирована на Нобелевскую премию по литературе. Была членом Уругвайской Национальной академии литературы с момента ее создания в 1947 году. В 1950 году Ибаруру возглавила Уругвайское общество писателей, а в 1959 году поэтесса стала первым лауреатом Национальной большой премии по литературе.
На русском языке стихи издавались в переводе Инны Чежеговой.
Изображение поэтессы присутствует на купюре номиналом в 1000 уругвайских песо

## Произведения
- Las lenguas de diamante («Брильянтовые языки») (1918/1919)
- Raza salvaje (1920)
- Cántaro fresco (1920)
- Raíz salvaje («Дикий корень») (1922)
- Ejemplario (1927, libro de lectura para niños)
- La rosa de los vientos («Роза ветров») (1930)
- Loores de Nuestra Señora («Хвала пресвятой деве») (1934/1935)
- Chico Carlo («Малыш Карло») (1944) enthält ihre Memoiren.
- Los sueños de Natacha (1945, teatro infantil sobre temas clásicos)
- Perdida («Утрата») (1950)
- Azor (1953)
- Mensaje del escriba (1953)
- Romances del destino («Романсы судьбы») (1955)
- Oro y tormenta (1956)
- Canto rodado (1958)
- Obras completas (1968).
- Juan Soldado (1971, colección de dieciocho relatos)

## В литературе
- Уругвайский писатель и журналист Диего Фишер написал книгу «На встречу Трем Мариям» (на испанском) по мотивам жизни и творчества Хуаны де Ибарбуру. Она была опубликована в 2008 году и переиздается уже в 31-й раз[6].